# Anni Hartikainen
Anni Hartikainen (19 augustus 2003) is een voetbalspeelster uit Finland. Ze speelt als middenvelder voor FC Rosengård in de Damallsvenskan.

## Clubcarrière
Hartikainen begon met voetballen bij Pallokissat. Voor KuPS uit haar geboortestad maakte ze in 2019 haar debuut in de Kansallinen Liiga. Van 2021 tot 2023 werd ze met deze club driemaal landskampioen van Finland. Daarnaast werd in 2023 de Finse beker gewonnen. Voorafgaande aan het seizoen 2024 tekende Hartikainen een contract bij meervoudig Zweeds kampioen FC Rosengård. In haar debuutseizoen wist Hartikainen met de club uit Malmö gelijk landskampioen van de Damallsvenskan te worden.

## Statistieken
| Seizoen | Club         | Land    | Competitie        | Wedstrijden | Doelpunten |
| ------- | ------------ | ------- | ----------------- | ----------- | ---------- |
| 2019    | KuPS         | Finland | Kansallinen Liiga | 1           | 0          |
| 2020    | KuPS         | Finland | Kansallinen Liiga | 18          | 2          |
| 2021    | KuPS         | Finland | Kansallinen Liiga | 18          | 4          |
| 2022    | KuPS         | Finland | Kansallinen Liiga | 23          | 3          |
| 2023    | KuPS         | Finland | Kansallinen Liiga | 22          | 8          |
| 2024    | FC Rosengård | Zweden  | Damallsvenskan    | 20          | 1          |
| 2025    | FC Rosengård | Zweden  | Damallsvenskan    | 0           | 0          |
| Totaal  | Totaal       | Totaal  | Totaal            | 102         | 18         |

Laatste update: 18 maart 2025

## Interlandcarrière
Hartikainen maakte op 22 september 2023 haar debuut voor het Finse nationale team in een Nations League wedstrijd tegen Slowakije. Ze maakte haar eerst interlanddoelpunt op 30 november 2023 in een 6-0 overwinning op Roemenië.
Begin december 2023 werd Hartikainen tijdens een aanvoerdersgala georganiseerd door de Finse voetbalbond benoemd tot 'Kansallinen Liiga speelster van het jaar'. Hierdoor versliep ze zich voor haar vlucht naar een trainingskamp van de Finse nationale ploeg als voorbereiding op de Nations League campagne. Bondscoach Marko Saloranta besloot Hartikainen hierdoor uit de selectie te zetten. Begin 2024 keerde ze terug in de Finse selectie.